# شوكورو كاوامبوا
شوكورو جوماني كاوامبوا هو سياسي تنزاني من الحزب الثوري، وهو عضو في البرلمان عن دائرة باجامويو منذ 2005. وهو وزير سابق للتعليم والتدريب المهني. كما شغل منصب وزير تطوير البنية التحتية.